# Увраж
Увра́ж (от фр. ouvrage — «издание», «произведение») — старинная книга, дорогое и качественное художественное полиграфическое издание большого формата (книга, листы в папке). Такие публикации были богато иллюстрированы гравюрами различных техник.

## Термин
В Россию такие книги начали привозиться из Франции в XIX веке, отсюда французское название.
Увражи также издавались в Советском Союзе.
Иногда термин используется как синоним слова фолиант.

## История
Дорогие увражи публиковались в Западной Европе с XVI века. Состояли из множества гравюр, раскрашивались вручную, издавались ограниченным тиражом.
Использовались как:
- учебное пособие по рисунку, архитектуре, технике и пр.
- произведение искусства и коллекционирования.
- дорогой подарок.